# Reprezentacja Kenii w rugby 7 mężczyzn
Reprezentacja Kenii w rugby 7 mężczyzn – zespół rugby 7, biorący udział w imieniu Kenii w meczach i sportowych imprezach międzynarodowych, powoływany przez selekcjonera, w którym mogą występować wyłącznie zawodnicy posiadający obywatelstwo tego kraju, mieszkający w nim, bądź kwalifikujący się ze względu na pochodzenie rodziców lub dziadków. Za jego funkcjonowanie odpowiedzialny jest Kenijski Związek Rugby, członek Rugby Africa oraz World Rugby.
W 2008 roku związek zaczął podpisywać z reprezentantami zawodowe kontrakty, zaś pierwszego pełnoetatowego trenera zatrudnił w 2010 roku. W Pucharze Świata występuje od roku 2001.

## Turnieje

### Udział wigrzyskach olimpijskich
| Rok  | Wynik | Źródło |
| ---- | ----- | ------ |
| 2016 | 11.   |        |
| 2020 | 9.    |        |

### Udział wPucharze Świata
| Rok  | Wynik                 | Źródło |
| ---- | --------------------- | ------ |
| 1993 | –                     |        |
| 1997 | –                     |        |
| 2001 | 19–20 (półfinał Bowl) |        |
| 2005 | 19–20 (półfinał Bowl) |        |
| 2009 | 3–4 (półfinały Cup)   |        |
| 2013 | 3–4 (półfinały Cup)   |        |
| 2018 | 16.                   |        |
| 2022 | 12.                   |        |

### Udział wWorld Rugby Sevens Series
| Rok       | Wynik |
| --------- | ----- |
| 1999/2000 | 18.   |
| 2000/2001 | 19.   |
| 2001/2002 | 16.   |
| 2002/2003 | 10.   |
| 2003/2004 | 11.   |
| 2004/2005 | 10.   |
| 2005/2006 | 9.    |
| 2006/2007 | 11.   |
| 2007/2008 | 7.    |
| 2008/2009 | 6.    |
| 2009/2010 | 8.    |
| 2010/2011 | 9.    |
| 2011/2012 | 12.   |
| 2012/2013 | 5.    |
| 2013/2014 | 7.    |
| 2014/2015 | 13.   |
| 2015/2016 | 7.    |
| 2016/2017 | 12.   |
| 2017/2018 | 8.    |
| 2018/2019 | 13.   |
| 2019/2020 | 12.   |

### Udział wIgrzyskach Wspólnoty Narodów
| Rok  | Wynik |
| ---- | ----- |
| 1998 | 13.   |
| 2002 | 11.   |
| 2006 | 9.    |
| 2010 | 7.    |
| 2014 | 7.    |
| 2018 | 8.    |
| 2022 | 7.    |

## Trenerzy
Materiały źródłowe do roku 2012
- Tom Oketch (1986-1992)
- Ham Onsando (1996-1997)
- Michael Otieno (1998-2000)
- Bill Githinji (2001-2005)
- Gordon Anampiu (2005-2006)
- Benjamin Ayimba (2006-2011)
- Mitch Ocholla (2011-2012)
- Mike Friday (2012-2013)[6]
- Paul Treu (2013-2014)[7]
- Felix Ochieng (2004-2015)[8]
- Benjamin Ayimba (2015-2016)[9]
- Innocent Simiyu (2016-)[10][11]